# Amurbucht
Die Amurbucht (russisch Амурский залив) ist eine Bucht im Japanischen Meer.
Die 65 Kilometer lange und neun bis 20 Kilometer breite Bucht befindet sich westlich von Wladiwostok im Nordwesten der Peter-der-Große-Bucht.
Die Tiefe der Amurbucht, in die der Suifun (russisch seit den 1970er-Jahren Rasdolnaja) mündet, beträgt bis 20 Meter. Die Bucht steht geographisch in keinem Zusammenhang mit dem Fluss Amur, wurde aber im Zuge des Anschlusses der Region an das Russische Kaiserreich im 19. Jahrhundert nach diesem benannt.
Im Osten grenzt die Bucht an die Murawjow-Amurski-Halbinsel mit Wladiwostok, welche sie von der Ussuribucht trennt, und im Nordosten liegt die Stadt Artjom. Im Nordwesten und Westen grenzt die Bucht an die Rajons Nadeschdinski und Chassan.